# Стисливість гірських порід
Стисливість гірських порід (рос. сжимаемость горных пород, англ. compressibility of rocks; rock compressibility, formation compressibility; нім. Zusammendruckbarkeit f der Gesteine,  Kompressibilität f des Gebirges) — здатність гірських порід змінювати свій об'єм під впливом тиску.
Розрізнюють 2 види стисливості гірських порід: оборотну і необоротну:
- Оборотна С. (об'ємна пружність) залежить від температури, характеризується коеф. стисливості і визначається пружними властивостями гірських порід.
- Необоротна стисливість гірських порід пов'язана з необоротними непружними процесами деформації.